# Severine Morgenstierne
Severine Petrine Morgenstierne, född Bye 31 maj 1839 i Trondheim i Norge, död 16 december 1913 i Kristiania i Norge, var en norsk operasångare och musikpedagog. 
Hon var gift med Thomas Tellefsen och gjorde med honom bejublade turnéer runt Norge 1860–63, där hon gjorde sig berömd och populär. Hon fick hedersuppdraget att sjunga vid Oscar II:s norska kröning i Trondheim 1873. Efter sin makes död 1874 avslutade hon sin sångkarriär och blev istället pedagog. Hon gifte 1878 om sig med hovfunktionären Nicolai Krog Oscar von Munthe af Morgenstierne (1822–1908).